# 반다 란도프스카

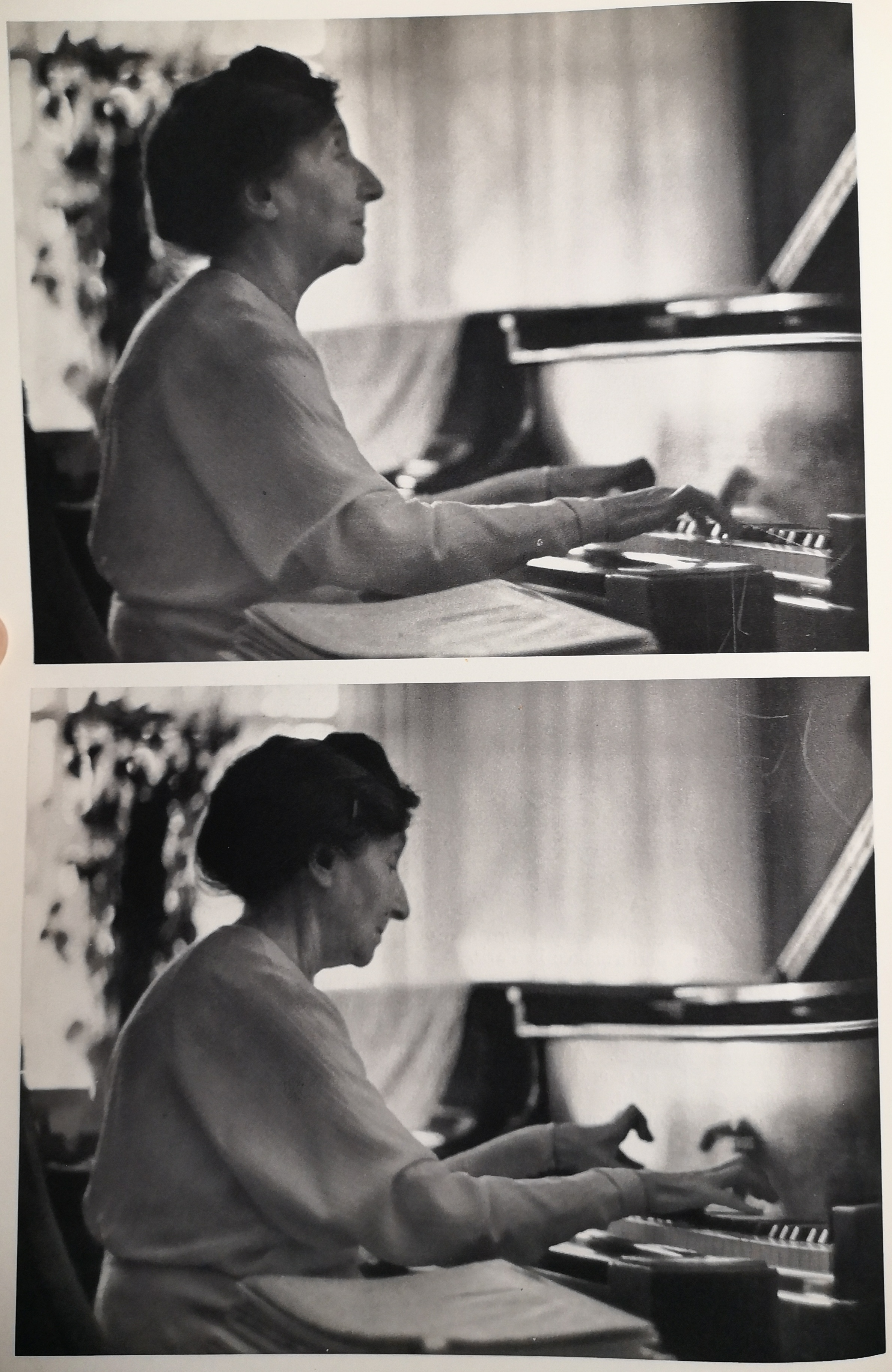

반다 알렉산드라 란도프스카(폴란드어: Wanda Aleksandra Landowska, 1879년 7월 5일 – 1959년 8월 16일)는 폴란드 하프시코드 연주자이자 피아니스트로서 그의 연주, 교육, 저술, 특히 그녀의 많은 녹음은 20세기 초 하프시코드의 인기를 되살리는 데 큰 역할을 했다. 요한 세바스티안 바흐의 골드베르크 변주곡을 하프시코드로 녹음한 최초의 사람이었다. 그녀는 1938년에 귀화한 프랑스 시민이 되었다.
란도프스카는 바르샤바에서 유대인 부모에게서 태어났다. 그녀의 아버지는 변호사였고 어머니는 언어학자였다. 그녀는 4살에 피아노를 연주하기 시작했고 바르샤바 음악원에서 얀 클레친스키 와 알렉산데르 미하우프스키에게 사사했다. 그녀는 신동으로 여겨졌다 . 베를린의 하인리히 어반 에게서 작곡과 대위법을 공부했고 파리에서 모리츠 모슈코프스키에게 수업을 받았다. 그녀는 파리에서 공연 경력을 시작했으며, 파리와 다른 유럽 도시에서 그녀의 리사이틀은 비평가들로부터 찬사를 받았다. 바흐의 음악에 관심을 갖게 되었는데, 그의 음악에는 하프시코드를 위한 작품이 1903년 그녀의 리사이틀에 포함되어 슈바이처로부터 찬사를 받았다.

그녀는 피아노가 아닌 하프시코드에 자신의 경력을 바치기로 결정했다. 1908~09년에 그녀는 회사가 파리 박람회에서 전시한 1889년 모델과 유사한 하프시코드로 러시아를 여행했다. 1900년 파리에서 폴란드 민속학자이자 민족음악학자인 Henry Lew와 동거하고 결혼한 후 그곳의 Schola Cantorum에서 피아노를 가르쳤다(1900-1912).
베를린 예술대학교(1912-1919)에서 하프시코드를 가르쳤다. 1914년 제1차 세계 대전이 발발했을 때 그녀는 외국인이라는 이유로 억류되었다. 1차 세계대전이 끝난 후, 그녀의 남편은 교통사고로 사망했다. 그녀는 1923년에 미국 데뷔를 했고 하프시코드를 가지고 주요 도시를 순회했다. 이것들은 16피트 스탑(정상 피치보다 한 옥타브 낮은 현 세트)이 있는 크고 무겁게 제작된 하프시코드였으며 피아노 구조에 많은 영향을 받았다.
독일군이 프랑스를 침공 했을 때 란도프스카는 학생이자 동거인 Denise Restout와 함께 도주했다. 1940년 Saint-Leu를 떠나 그녀의 친구인 조각가 아리스티드 마욜이 살고 있는 프랑스 남부의 코뮌인 Banyuls-sur-Mer에 체류한 후 그들은 리스본에서 미국으로 항해했다. 나치의 위협이 일시적인 것이라고 믿고 그녀는 여행 가방 두 개만 가지고 떠났다. 그녀는 7일 뉴욕에 도착했다. 진주만 공습 일인 1941년 12월. Saint-Leu에 있는 그녀의 집은 약탈당했고 그녀의 악기와 원고는 도난당하여 본질적으로 자산이 없는 상태로 미국에 도착했다.
1942년 뉴욕 시청에서 열린 바흐의 " 골드베르크 변주곡" 연주는 하프시코드로 연주된 것이었다.
그녀는 1949년 코네티컷주 레이크빌에 정착하여 미국에서 공연자와 교사로 다시 자리를 잡았고 광범위한 순회 공연을 펼쳤다. 그녀의 마지막 공개 공연은 1954년이었다. 그녀의 파트너인 Denise Restout은 1964년 사후에 출판된 Musique ancienne 및 Landowska on Music을 포함하여 음악에 관한 그녀의 글의 편집자이자 번역가였다

## 참고 문헌
1. ↑  Schott, Howard (1979). “Wanda Landowska: A centenary appraisal”. 《Early Music》 7 (4): 467–472. doi:10.1093/earlyj/7.4.467.
2. ↑  “La croisade en faveur des "chaudrons qui carillonnent": Sur les traces de Wanda Landowska qui consacra toute sa vie à l'amélioration de la technique et de la sonorité du clavecin” (PDF). 《Auditorium-wanda-landowska.fr》. 2016년 5월 15일에 확인함.
3. 1 2 3 4  Kottick, Edward L. A History of the Harpsichord, Volume 1. Indiana University Press, 2003. p. 425
4. ↑  Kottick, Edward L. A History of the Harpsichord, Volume 1. Indiana University Press, 2003. p. 426
5. 1 2 3 4  Kottick, Edward L. A History of the Harpsichord, Volume 1. Indiana University Press, 2003. p. 428
6. 1 2 3  Smith, Patricia Juliana. “Landowska, Wanda (1879–1959)” (PDF).
7. ↑  “'Bach' to the Future With Wanda Landowska”. 《Forward.com》. 2016년 5월 15일에 확인함.
8. ↑  Shapreau, Carla (2020년 2월 8일). “The Nazi Confiscation of Wanda Landowska's Musical Collection and Its Aftermath”. 《Polin: Studies in Polish Jewry, the Littman Library of Jewish Civilization in Association with University of Liverpool Press》 32: 429–449.
9. 1 2  “Early music harpsichordist Wanda Landowska plays Bach at New York City's Town Hall”. 《Jwa.org》. 1942년 2월 21일. 2016년 5월 15일에 확인함.